# آنه‌ماریه موسر پرول
آنه‌ماریه موسر پرول (انگلیسی: Annemarie Moser-Pröll؛ زادهٔ ۲۷ مارس ۱۹۵۳) اسکی‌باز آلپاین اهل اتریش است.